# Карер, Хаки
Хаки Карер (тур. Hakî Karer, курд. Heqî Karer, 1950 — 18 мая 1977) — турецкий революционер, член первого ЦК Рабочей партии Курдистана, первый мученик РПК.

## Биография
Хаки Карер, турок по национальности, родился в 1950 г. Учась в университете начал интересоваться политикой и принял участие в деятельности студенческой Демократическое общество высшей школы Анкары (тур. ADYÖD). В 1974 г., когда ассоциация находилась на грани запрета (запрещена в 1975 г.), он участвует в собрании её членов в числе Оджалана, Догана, Кемаля Пира, Шахина Дёнмеза и др. На этой встрече были заложены основания будущей Рабочей партии Курдистана. В конце 1976 г. он был избран в состав первого ЦК партии.
Выполняя решение о создании массовой опоры партии, в мае 1977 г. активистами РПК были проведены многие митинги. Хаки Карер был одним из организаторов подобных мероприятий в городе Газиантеп. После проведения митинга он продолжил политические дебаты с левой курдской группой «Красная звезда» (тур. Istêrka Sor). Во время споров один из членов группы, предположительно связанный с турецкими спецслужбами, выстрелил в Хаки Карера.
Гибель Хаки Карера повлекла за собой радикализацию РПК, не участвовавшей до того в столкновениях.